# Micropteropus intermedius
Micropteropus intermedius — вид рукокрилих, родини Криланових.

## Поширення, поведінка
Цей маловідомий вид був записаний в чотирьох населених пунктах на півночі Анголи і півдні Демократичної Республіки Конго. Пов'язаний з вологою саваною.